# رينولد برنت
رينولد برنت (بالألمانية: Reinhold Bernt)‏ هو ممثل ألماني، ولد في 19 ديسمبر 1902 في ألمانيا، وتوفي في 26 أكتوبر 1981.

## أعمال

### أفلام
- (1940) اليهودي سوس

## وصلات خارجية
- رينولد برنت على موقع IMDb (الإنجليزية)
- رينولد برنت على موقع ألو سيني (الفرنسية)
- رينولد برنت على موقع أول موفي (الإنجليزية)
- رينولد برنت على موقع قاعدة بيانات الأفلام السويدية (السويدية)
- رينولد برنت على موقع قاعدة بيانات الفيلم (الإنجليزية)
- رينولد برنت على موقع كينوبويسك (الروسية)